# Starred Up
Starred Up es una película británica de drama criminal carcelario de 2013 dirigida por David Mackenzie y escrita por Jonathan Asser. Protagonizada por Jack O'Connell, Ben Mendelsohn y Rupert Friend, la película se basa en las experiencias de Jonathan Asser trabajando como terapeuta voluntario en HM Prison Wandsworth, con algunos de los criminales más violentos del país El título hace referencia al traslado anticipado de un delincuente de una Institución para Jóvenes Delincuentes a una prisión para adultos.

## Reparto
- Jack O'Connell como Eric Love
- Ben Mendelsohn como Neville Love
- Rupert Friend como Oliver Baumer
- Sam Spruell como Vicegobernador Haynes
- Anthony Welsh como Hassan
- David Ajala como Tyrone
- Peter Ferdinando como Dennis Spencer
- Raphael Sowole como Jago
- Gilly Gilchrist como Oficial principal Scott
- Duncan Airlie James como Oficial White
- Gershwyn Eustache Jnr como Des
- Ashley Chin como Ryan
- David Avery como Ashley
- Tommy McDonnell como Oficial Self
- Frederick Schmidt como Oficial Gentry
- Ian Beattie como Officer Johnson
- Sian Breckin como Governor Cardew

## Producción
El 8 de octubre de 2012 se confirmó que Mackenzie iba a dirigir la película en Irlanda del Norte, con O'Connell como protagonista masculino. Con un presupuesto de £2 millones, el rodaje se realizó en las antiguas prisiones HM Prison Crumlin Road en Belfast y HM Prison Maze en Lisburn, y duró 24 días, incluidos 18 días de acrobacias. La fotografía principal comenzó el 11 de febrero en Crumlin Road y la postproducción está programada para comenzar en mayo.
La financiación de Starred Up corrió a cargo de Film4 junto con Creative Scotland, Quickfire Films, Northern Ireland Screen y Lip Sync Productions.

## Estreno

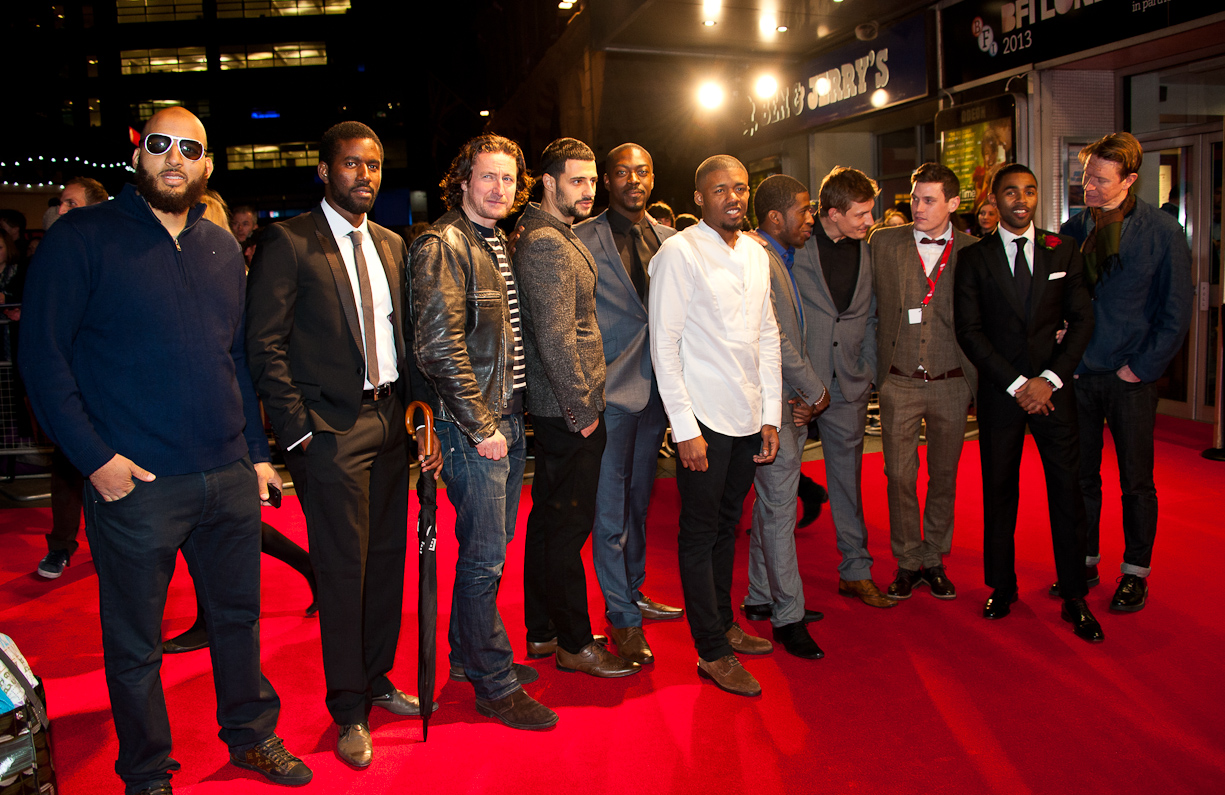
El elenco y el equipo de Starred Up en su estreno en el BFI London Film Festival en octubre de 2013

Starred Up se estrenó en el Festival de Cine de Telluride, antes de proyectarse en el Festival Internacional de Cine de Toronto 2013 el 9 de septiembre de 2013, donde abrió la sección lateral oficial, Presentaciones Especiales, generando aclamaciones y elogios, el Festival de Cine de Londres. el 10 de octubre, el Festival de Cine de Les Arcs el 15 de diciembre, el Festival Internacional de Cine de Róterdam el 24 de enero de 2014, y el Festival de Cine de Tribeca.
El 8 de octubre de 2013, Fox Searchlight Pictures adquirió los derechos de distribución de Starred Up en el Reino Unido poco después de las proyecciones en el Festival de Cine de Telluride y el Festival Internacional de Cine de Toronto. El 7 de noviembre de 2013, Tribeca Film adquirió los derechos de distribución en Norteamérica de Starred Up, con un estreno en cines previsto para 2014.
La película se estrenó en el Reino Unido e Irlanda el 21 de marzo de 2014.

## Premios y nominaciones
| Premio                                   | Fecha                  | Categoría                              | Nominados                   | Resultado |
| ---------------------------------------- | ---------------------- | -------------------------------------- | --------------------------- | --------- |
| Premios del Cine Independiente Británico | 8 de diciembre de 2013 | Mejor película independiente británica | Starred Up                  | Nominada  |
| Premios del Cine Independiente Británico | 8 de diciembre de 2013 | Mejor director                         | David Mackenzie             | Nominado  |
| Premios del Cine Independiente Británico | 8 de diciembre de 2013 | Mejor actor                            | Jack O'Connell              | Nominado  |
| Premios del Cine Independiente Británico | 8 de diciembre de 2013 | Mejor actor de reparto                 | Ben Mendelsohn              | Ganador   |
| Premios del Cine Independiente Británico | 8 de diciembre de 2013 | Mejor actor de reparto                 | Rupert Friend               | Nominado  |
| Premios del Cine Independiente Británico | 8 de diciembre de 2013 | Mejor guion                            | Jonathan Asser              | Nominado  |
| Premios del Cine Independiente Británico | 8 de diciembre de 2013 | Mejor logro en producción              | Starred Up                  | Nominada  |
| Premios del Cine Independiente Británico | 8 de diciembre de 2013 | Mejor logro técnico                    | Shaheen Baig                | Nominado  |
| Dublin International Film Festival       | 22 de febrero de 2014  | Mejor actor                            | Jack O'Connell              | Ganador   |
| Irish Film & Television Awards           | 5 de abril de 2014     | Mejor edición                          | Jake Roberts y Nick Emerson | Nominados |
| Festival de Cine de Londres              | 8 de enero de 2014     | Mejor película                         | Starred Up                  | Nominada  |
| Festival de Cine de Londres              | 8 de enero de 2014     | Mejor debutante británico              | Jonathan Asser              | Ganador   |